# گارمیش-پارتنکیرشن

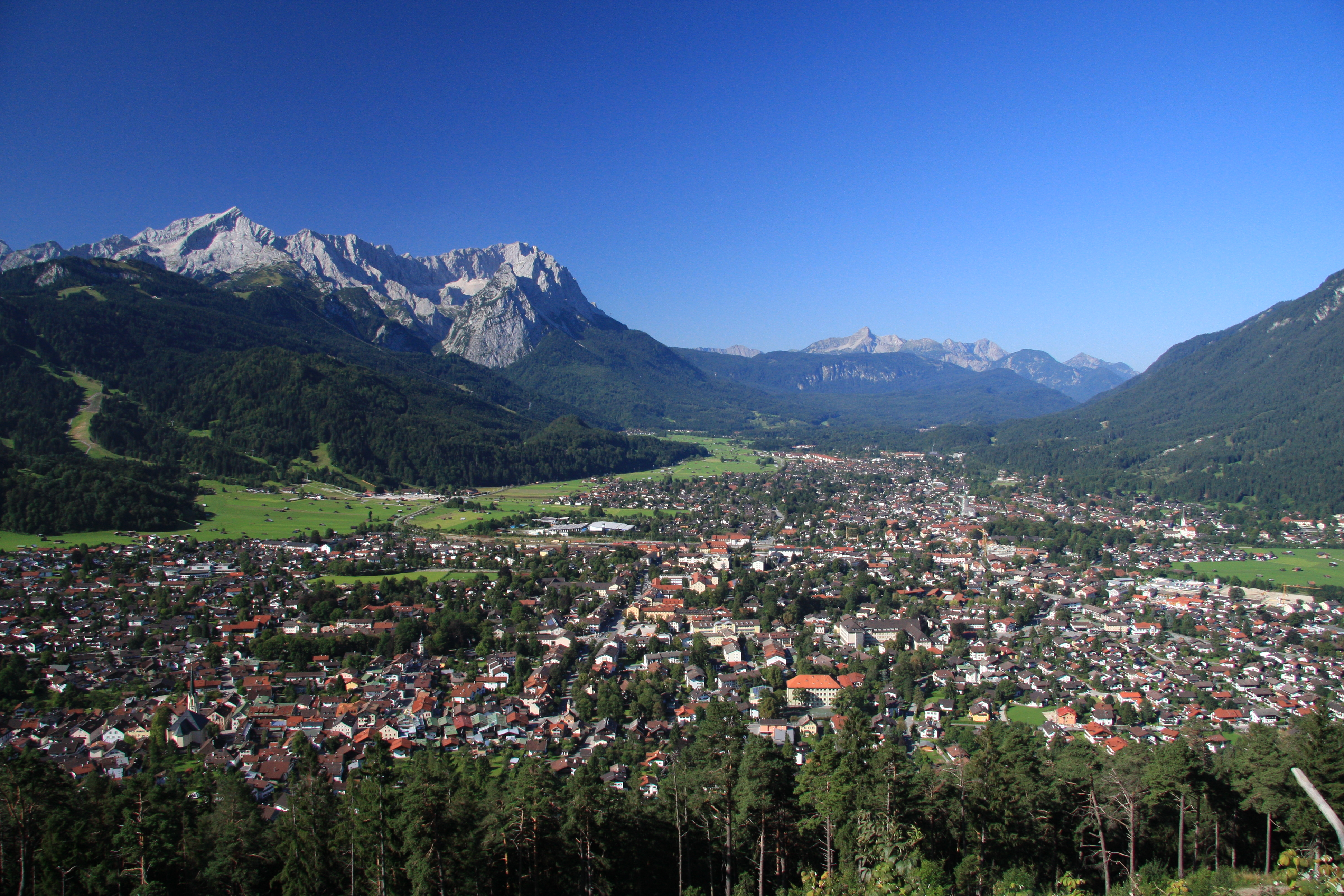

گارمیش-پارتنکیرچن(به آلمانی: Garmisch-Partenkirchen) یک منطقه کوهستانی در بایرن، جنوب آلمان است. که در بخشی به همین نام قرار دارد. این بخش با اتریش مرز دارد و در نزدیکی بزرگترین کوه آلمان تسوگ‌اشپیتسه(با ارتفاع ۲۹۶۱ متر) قرار دارد. علت شهرت این شهر به خاطر میزبانی بازی‌های المپیک زمستانی ۱۹۳۶ بوده‌است.